# نور دين
نور دين (بالإنجليزية: Noor Dean)‏ هو محامي وسياسي فيجي، ولد في 1946. حزبياً، نشط في حزب الفيدرالية الوطني. وقد انتخب عضو مجلس نواب فيجي.